# Piattuiabbe
Piattuiabbe (Pi-at-tui´-ab-be), jedno od brojnih plemena Sjevernih Pajuta ili Paviotso Indijanaca, šošonske grane porodice Juto-Asteci, koji su obitavali u središnjim predjelima južne Nevade, blizu Belmonta. Sastojali su se od pet bandi. Populacija im je prema Powellu u  'Ind. Aff. Rep.'  1873 iznosila 249.